# Berliner Kältehilfe
Die Berliner Kältehilfe ist ein Programm der Sozialarbeit in Berlin: obdachlosen Menschen werden während der kalten Jahreszeit unbürokratisch Übernachtungsmöglichkeiten angeboten.
Zahlreiche Träger, darunter verschiedene Kirchengemeinden, beteiligen sich jeweils zwischen dem 1. November und 31. März mit Angeboten wie Beratungsstellen, Notübernachtungen, Nachtcafes, Suppenküchen, Kältebussen und anderen Treffpunkten am Kältehilfeprogramm, um zu verhindern, dass Menschen ohne Unterkunft in Berlin erfrieren.
Mitarbeiter des Projektes Berliner Kältehilfetelefon erfassen täglich die vorhandenen freien und belegten Plätze und können jeweils zwischen 19 und 23 Uhr telefonisch darüber Auskunft geben. Diese Projekte werden einerseits Teils aus Zuwendungen des Landes Berlin und der Bezirksämter sowie aus Mitteln der Liga der Wohlfahrtsverbände aber auch aus Spenden finanziert und teilweise auch mit tatkräftiger Unterstützung ehrenamtlicher Helfer vor Ort realisiert.
1989 wurde die Berliner Kältehilfe von Berliner Kirchengemeinden und Wohlfahrtsverbänden sowie von der Senatsverwaltung (damals Gesundheit und Soziales) ins Leben gerufen. Vereine und Initiativen beteiligten sich dann auch mit eigenen Angeboten. Finanziert werden die Projekte vom Land Berlin oder den jeweiligen Bezirksämtern, von der Liga der Wohlfahrtsverbände und auch aus Spenden.